# Autobahn Dingbian–Wuwei
Die Autobahn Dingbian–Wuwei oder Dingwu-Autobahn (chinesisch 定武高速公路, Pinyin Dìngwǔ gāosù gōnglù, englisch Dingwu Expressway), chin. Abk. G2012, ist eine regionale Autobahn in den Provinzen Shaanxi und Gansu sowie im Autonomen Gebiet Ningxia im Norden Chinas. Die 450 km lange Autobahn zweigt bei Dingbian von der Autobahn G20 ab und führt in westlicher Richtung über Zhongwei bis nach Wuwei, wo sie in die G30 münden soll. Derzeit ist das westliche Teilstück in der Provinz Gansu noch nicht realisiert.